# Eleanor Parker
Pour les articles homonymes, voir Parker.
Eleanor Jean Parker est une actrice américaine, née le 26 juin 1922 à Cedarville, Ohio (États-Unis) et morte le 9 décembre 2013 à Palm Springs (Californie).

## Carrière

### De Somerset Maugham àScaramouche
Après avoir refusé à deux reprises des propositions d'essais de la part de la Fox et de Warner pour ne pas interrompre ses études, Eleanor Parker obtient d'être engagée à 18 ans par le studio Warner, dominé par Humphrey Bogart et Errol Flynn du côté masculin, et par Bette Davis et Joan Crawford du côté féminin. Les places sont chères pour les femmes : par exemple, Olivia de Havilland, cantonnée aux emplois romantiques après Autant en emporte le vent, doit attendre 1946 pour s'affirmer dans un film noir, et Ida Lupino se surnommait elle-même « la Bette Davis du pauvre ». En outre, de nouvelles beautés ont envahi les écrans depuis trois ou quatre ans : Hedy Lamarr, Gene Tierney, Linda Darnell, Rita Hayworth, Maureen O'Hara, Lana Turner... disséminées dans les grands studios. Parker débute aussitôt dans La Charge fantastique de Raoul Walsh mais ses scènes sont coupées. Elle s'impose progressivement avec Mission à Moscou de Michael Curtiz (1943) et dans L'Orgueil des marines de Delmer Daves (1945) au côté de John Garfield.
Parvenue au vedettariat, l'actrice impose son tempérament dramatique : elle fait sensation dans Femmes en cage de John Cromwell, qui lui vaut un prix d'interprétation à Venise en 1950 et la première de ses trois nominations à l'Oscar, les deux autres pour sa performance en 1951 dans Histoire de détective, réalisé par William Wyler, où elle joue la femme de Kirk Douglas, et en 1955 pour Mélodie interrompue, biopic de la cantatrice Marjorie Lawrence - où en brune elle compose même une Carmen crédible, doublée par Eileen Farrell, ou dans un passage de Madame Chrysanthème. Dès 1946, oscillant entre drame criminel et drame tout court, son potentiel apparaît dans L'Emprise d'Edmund Goulding d'après W. Somerset Maugham (avec Paul Henreid et Alexis Smith, où elle succède à Bette Davis) ; puis elle tourne The Woman in White, Secrets de femmes de Robert Wise (avec Patricia Neal et Ruth Roman), Le Grand Secret où Robert Taylor joue un pilote de l'Enola Gay. Elle succède à Greta Garbo dans une autre adaptation de Somerset Maugham. Elle a pour partenaire Errol Flynn à plusieurs reprises, rencontre Humphrey Bogart et Ronald Reagan.
Au sommet de sa beauté et de sa gloire, Eleanor ne dédaigne ni l'histoire légère (Scaramouche (1952), où elle rivalise avec Janet Leigh auprès du britannique Stewart Granger), le western (Fort Bravo de John Sturges, face à William Holden, L'Aventure fantastique avec Robert Taylor), l'aventure exotique (Quand la marabunta gronde, avec Charlton Heston, qui se passe au Brésil ; La Vallée des Rois avec Taylor encore et l'Argentin Carlos Thompson) — cinéma populaire, d'action et d'humour souvent, dont la vogue ne s'éteint jamais, souvent à gros budget aussi.

### D’Otto Preminger à Dino Risi
Très active, elle enchaîne les chefs-d'œuvre : L'homme au bras d'or d'Otto Preminger en épouse infirme et persécutrice de Frank Sinatra (1955), Le Roi et Quatre Reines western magnifique, spectaculaire et humoristique, de Raoul Walsh, avec Clark Gable (1956), Un trou dans la tête, comédie de Frank Capra (1959), fidèle comparse du principal personnage masculin, déjà menacée d'effacement (Celui par qui le scandale arrive de Vincente Minnelli où elle joue la femme de Robert Mitchum en 1960).
Les lauriers sont coupés mis en scène par José Ferrer (1961), d'après le best seller Peyton Place, n'aura pas le même succès que le film de Mark Robson (dont il constitue une suite) quatre ans plus tôt, qui avait contribué à relancer la carrière de Lana Turner. Désormais c'est la jeune Carol Lynley qui tient la vedette. Madison Avenue (1962) avec Dana Andrews et Jeanne Crain passe inaperçu comme Panic Button (1964), comédie avec Maurice Chevalier et Jayne Mansfield. On oublierait presque qu'elle joue un des rôles principaux (la baronne Elsa Schraeder) de La Mélodie du bonheur (1965), réalisé par Robert Wise.
Par la suite, Eleanor Parker tourne seulement cinq films pour le cinéma : dans La Statue en or massif (The Oscar), elle interprète une actrice ratée (Stephen Boyd et Elke Sommer forment le couple vedette) ; dans Sursis pour une nuit inspiré de Norman Mailer (où elle retrouve Janet Leigh) et L'assassin est-il coupable ?, elle joue des alcooliques ; elle apparaît enfin dans la comédie L'Homme à la Ferrari (1967) de l'italien Dino Risi et, infirme de nouveau, dans le film d'horreur (où les chats sont les monstres) Les Griffes de la peur (1969) - Eleanor Parker jette ses derniers feux, éclipsés par le rayonnement nouveau de Ann-Margret et Gayle Hunnicutt.
La star reviendra discrètement dix années plus tard dans Sunburn de Richard C. Sarafian qui réunit Farrah Fawcett et Joan Collins.

### Télévision
Eleanor fait ses débuts à la télévision dans The Gambler, the Nun and the Radio (1960), au côté de Richard Conte. Elle joue une espionne dans deux épisodes de la série Des agents très spéciaux (1968), a pour partenaire Richard Basehart dans Hans Brinker (1969), Sally Field et Julie Harris dans le téléfilm d'horreur Réveillon en famille (1972), Andrew Stevens et Kim Cattrall dans The Bastard (1978), Ted Danson et Christopher Lee dans Once Upon a Spy (1980), joue un rôle régulier dans la série Bracken's World durant la saison 1969-1970, série où parurent également Leslie Nielsen, Tom Selleck, Ricardo Montalban, Edward G. Robinson et Debbie Reynolds, retrouve le genre horrifique pour l'épisode Half a Death dans la série Ghost Story (1972) sur un sujet de Richard Matheson. Toujours prestigieuse, elle tient le rôle central de The Great American Beauty Contest (1973) entre Robert Cummings et Louis Jourdan. Elle reprend un rôle autrefois tenu par Katharine Hepburn dans une nouvelle version de Devine qui vient dîner... (Guess Who's Coming to Dinner) (1975) et figure dans un remake de Madame X (1981) de Robert Ellis Miller avec Tuesday Weld en premier rôle, revisitant ainsi des classiques.
En 1963, Parker est nommée pour un Emmy Award de la meilleure actrice dans un premier rôle (épisode Why Am I Grown So Cold? dans la série médicale The Eleventh Hour), et en 1970 pour un Golden Globe Award comme meilleure actrice dramatique dans la série Bracken's World.
Aussi active qu'elle le fut au cinéma, les téléspectateurs peuvent la voir en invitée dans les séries Hawaï police d'État, Vegas, La croisière s'amuse, L'Île fantastique (plusieurs épisodes dont le pilote), Hôtel avec en tête de distribution une autre "ancienne", Anne Baxter (remplaçant au pied levé Bette Davis), Finder of Lost Loves inédite en France avec Anthony Franciosa, Arabesque avec une autre survivante, Angela Lansbury.
Eleanor Parker, star un peu oubliée aujourd'hui, interprète son dernier rôle en 1991 dans le téléfilm Échec et meurtre.

### Théâtre
Eleanor Parker a aussi brillé sur les planches à plusieurs reprises, reprenant notamment le personnage joué par Lauren Bacall dans la comédie musicale Applause.

## Vie privée
Eleanor Parker a été mariée quatre fois : avec Fred Losee de 1943 à 1944, avec Bert E. Friedlob de 1946 à 1953 (ils ont eu trois enfants), avec le portraitiste Paul Clemens de 1954 à 1965 (ils ont eu un fils), avec Raymond Hirsch de 1966 à la mort de celui-ci en 2001.
Élevée dans le protestantisme, elle s’est convertie au judaïsme.
Après sa carrière, elle a vécu retirée pendant plus de vingt ans à Palm Springs.
À la nouvelle de son décès, son partenaire dans La mélodie du bonheur (The sound of music), Christopher Plummer, lui rend cet hommage : "Eleanor Parker était et demeure une des plus belles dames que j'ai connues. À la fois en tant que personne et en termes de beauté. J'ai du mal à croire cette triste nouvelle parce que j'étais sûr qu'elle était magique et vivrait éternellement." ("Eleanor Parker was and is one of the most beautiful ladies I have ever known. Both as a person and as a beauty. I hardly believe the sad news for I was sure she was enchanted and would live forever").

## Filmographie

### Au cinéma
- 1941 : La Charge fantastique (They Died with Their Boots On) de Raoul Walsh : scènes coupées
- 1942 : Soldiers in White de B. Reeves Eason (court métrage) : l’infirmière Ryan
- 1942 : Le Caïd (The Big Shot) de Lewis Seiler : voix d’une opératrice téléphonique (non créditée au générique)
- 1942 : Men of the Sky de B. Reeves Eason (court métrage) : Mrs. Frank Bickley
- 1942 : Busses Roar de D. Ross Lederman : Norma
- 1943 : The Mysterious Doctor de Benjamin Stoloff : Letty Carstairs
- 1943 : Mission à Moscou (Mission to Moscow) de Michael Curtiz : Emlen Davies
- 1943 : Destination Tokyo de Delmer Daves : la femme de Mike, sous forme d’une voix enregistrée
- 1944 : Between Two Worlds d'Edward A. Blatt : Ann Bergner
- 1944 : Atlantic City de Ray McCarey : la beauté se baignant
- 1944 : Crime by Night de William Clemens : Irene Carr
- 1944 : The Last Ride de D. Ross Lederman : Kitty Kelly
- 1944 : The Very Thought of You de Delmer Daves : Janet Wheeler
- 1944 : Hollywood Canteen de Delmer Daves : elle-même (caméo)
- 1945 : L'Orgueil des marines/La Route des ténèbres (Pride of the Marines) de Delmer Daves : Ruth Hartley
- 1946 : L'Emprise (Of Human Bondage) d'Edmund Goulding : Mildred Rogers
- 1946 : Ne dites jamais adieu (Never Say Goodbye) de James V. Kern : Ellen Gayley
- 1947 : Escape Me Never de Peter Godfrey et LeRoy Prinz : Fionella MacLean
- 1947 : Gai, marions-nous (Always Together) de Frederick de Cordova : elle-même
- 1947 : L'Aventure à deux (The Voice of the Turtle) d'Irving Rapper : Sally Middleton
- 1948 : The Woman in White de Peter Godfrey : Laura Fairlie / Ann Catherick
- 1949 : Les Travailleurs du chapeau (It's a Great Feeling) de David Butler : elle-même
- 1950 : Pilote du diable (Chain Lightning) de Stuart Heisler : Joan "Jo" Holloway
- 1950 : Femmes en cage (Caged) de John Cromwell : Marie Allen
- 1950 : Secrets de femmes (Three secrets) de Robert Wise : Susan Adele Connors Chase
- 1951 : Rudolph Valentino, le grand séducteur (Valentino) de Lewis Allen : Joan Carlisle
- 1951 : Je veux un millionnaire (A Millionaire for Christy) de George Marshall : Christabel 'Christy' Sloane
- 1951 : Histoire de détective (Detective Story) de William Wyler : Mary McLeod
- 1952 : Scaramouche de George Sidney : Lenore
- 1952 : Le Grand Secret (Above and Beyond) de Melvin Frank et Norman Panama : Lucey Tibbets
- 1953 : Fort Bravo (Escape from Fort Bravo) de John Sturges : Carla Forester
- 1954 : Quand la marabunta gronde (The Naked Jungle) de Byron Haskin : Joanna Leiningen
- 1954 : La Vallée des rois (Valley of the Kings) de Robert Pirosh : Ann Barclay Mercedes
- 1955 : L'Aventure fantastique (Many Rivers to Cross) : Mary Stuart Cherne
- 1955 : Mélodie interrompue (Interrupted Melody) de Curtis Bernhardt : Marjorie 'Margie' Lawrence
- 1955 : L'Homme au bras d'or (The Man with the Golden Arm) d'Otto Preminger : Zosh/Nouche
- 1956 : Le Roi et Quatre Reines (The King and Four Queens) de Raoul Walsh : Sabina McDade
- 1957 : Désirs secrets (Lizzie) d'Hugo Haas : Elizabeth Richmond
- 1957 : La Passe dangereuse (The Seventh Sin) de Ronald Neame : Carol Carwin
- 1959 : Un trou dans la tête (A Hole in the Head) de Frank Capra : Eloise Rogers
- 1960 : Celui par qui le scandale arrive (Home from the hill) de Vincente Minnelli : Hannah Hunnicutt
- 1961 : Les lauriers sont coupés (Return to Peyton Place) de José Ferrer : Connie Rossi, gérante de la boutique de robes
- 1962 : Madison Avenue de H. Bruce Humberstone : Anne Tremaine
- 1964 : Un Américain à Rome (Panic Button) de Giuliano Carnimeo et George Sherman : Louise Harris
- 1965 : La Mélodie du bonheur (The Sound of Music) de Robert Wise : la baronne Elsa Schraeder
- 1966 : La Statue en or massif (The Oscar) de Russell Rouse : Sophie Cantaro
- 1966 : Sursis pour une nuit (An American Dream) de Robert Gist : Deborah Rojack
- 1967 : La Nuit des assassins/L'Assassin est-il coupable ? (Warning Shot) de Buzz Kulik : Mrs. Doris Ruston
- 1967 : L'Homme à la Ferrari (Il Tigre) de Dino Risi : Esperia Vincenzini
- 1969 : Les Griffes de la peur (Eye of the Cat) de David Lowell Rich : Tante Danny
- 1979 : Sunburn, coup de soleil (Sunburn) de Richard C. Sarafian : Mrs. Thoren

### À la télévision
- 1960 : Buick-Electra Playhouse (série), épisode The Gambler, the Nun and the Radio de James B. Clark et Albert Marre : sœur Cecelia
- 1962 : Echec et mat (Checkmate) (série), saison 2, épisode 14 The Renaissance of Gussie Hill : Marion Bannion / Gussie Hill
- 1963 : The Eleventh Hour (série), saison 2, épisode 18 Why Am I Grown So Cold ?: Connie Folsom
- 1963 : Bob Hope Presents The Chrysler Theatre, (série), saison 1, épisode 3 Seven Miles of Bad Road : Fern Selman
- 1964 : Breaking Point (série), saison 1 épisode 19 A Land More Cruel : Alice Koenig
- 1964 : Haute tension (Kraft Suspense Theatre) (série), saison 1 épisode 20 Knight's Gambit : Dorian Smith
- 1965 : Convoy (série), saison 1 épisode 5 Lady on the Rock : Kate Fowler
- 1968 : Des agents très spéciaux (The Man from U.N.C.L.E.) (série), saison 4 épisodes 15 et 16 : Margitta Kingsley
- 1969 : Hans Brinker de Robert Scheerer (téléfilm) : Dame Brinker
- 1969-1970 : Bracken's World (série), saison 1 : Sylvia Caldwell, secrétaire de Bracken
- 1971 : Maybe I'll Come Home in the Spring de Joseph Sargent (téléfilm) : Claire Miller
- 1971 : Opération Omega (Vanished) de Buzz Kulik (téléfilm) : Sue Greer
- 1972 : Ghost Story (série), saison 1, épisode 7 Half a Death : Paula Burgess
- 1972 : Réveillon en famille (Home for the Holidays ) de John Llewellyn Moxey : Alex Morgan
- 1973 : The Great American Beauty Contest de Robert Day (téléfilm) : Peggy Lowery
- 1975 : Guess Who's Coming to Dinner de Stanley Kramer (court métrage télévisé) : Christine
- 1977 : L'Île fantastique (Fantasy Island) (série), saison 1, épisode pilote : Eunice Hollander Baines
- 1978 : The Bastard de Lee H. Katzin (téléfilm) : Lady Amberly
- 1978 : Hawaï police d'état (Hawaii Five-O) (série), saison 10, épisode 13 The Big Aloha : Mrs. Constance Kincaid
- 1979 : She's Dressed to Kill de Gus Trikonis (téléfilm) : Regine Danton
- 1979 : L'Île fantastique (Fantasy Island) (série), saison 2, épisode 21 Yesterday's Love/Fountain of Youth : Peggy Atwood
- 1979 : La Croisière s'amuse (The Love Boat) (série), saison 3, épisodes 1 et 2 : Alicia Fairchild Bradbury
- 1980 : Il était une fois un espion (Once Upon a Spy) d'Ivan Nagy (téléfilm) : la dame
- 1980 : Vegas (Vega$) (série), saison 3, épisode 6 A Deadly Victim : Laurie Bishop
- 1981 : Madame X de Robert Ellis Miller (téléfilm) : Katherine Richardson
- 1982 : La Croisière s'amuse (The Love Boat) (série), saison 5, épisode 28 : Rosie Strickland
- 1983 : Hôtel (Hotel) (série), saison 1, épisode 10 The Offer : Leslie DeVere
- 1983 : L'Île fantastique (Fantasy Island) (série), saison 7, épisode 3 Nurses Night Out : l'infirmière Alice Green
- 1984 : Finder of Lost Loves (série), saison 1, épisode 10 A Gift : Nora Spencer
- 1986 : Arabesque (série), saison 3, épisode 10 Stage Struck : Maggie Tarrow
- 1991 : Échec et meurtre (Dead on the Money) de Mark Cullingham (téléfilm) : Catherine Blake

## Distinctions et récompenses

### Mostra de Venise
- 1950 : Prix d'interprétation féminine pour Femmes en cage

### Oscars
- 1951 : Nomination comme Meilleure actrice pour Femmes en cage
- 1952 : Nomination comme Meilleure actrice pour Histoire de détective
- 1956 : Nomination comme Meilleure actrice pour Mélodie interrompue

### Hollywood Walk of Fame
- 1960 : Etoile d'honneur

### Golden Globes
- 1970 : Nomination comme Meilleure actrice dans une série télévisée dramatique pour Bracken's World